# دختر بابی
دختر بابای (انگلیسی: Bobbie's Girl) فیلمی در ژانر کمدی-درام به کارگردانی جرمی کاگان است که در سال ۲۰۰۲ منتشر شد. از بازیگران آن می‌توان به برنادت پیترز، راشل وارد، جاناتان سیلورمن، و توماس سنگستر اشاره کرد.